# St Stephens by Launceston Rural
 (septembre 2023).
St Stephens by Launceston Rural est une paroisse civile des Cornouailles, en Angleterre.